# Glenway Wescott
Glenway Wescott (* 11. April 1901 in Kewaskum, Wisconsin; † 22. Februar 1987 in Rosemont, New Jersey) war ein homosexueller US-amerikanischer Schriftsteller, dessen Bedeutung man mit der von E. M. Forster in England verglichen hat. Susan Sontag hat sein Buch The Pilgrim Hawk einen „bedeutenden amerikanischen Roman“ genannt.

## Leben
Wescott wurde 1901 auf einer Farm in Kewaskum, Wisconsin, geboren. Von 1917 bis 1919 besuchte er die University of Chicago und wurde Mitglied des Poetry Club der Universität, neben Elizabeth Madox Roberts, Arthur Yvor Winters und Maurice Leeseman. Er schrieb, von Winters ermutigt, Gedichte im imaginistischen Stil. Seine erste Veröffentlichung, von Monroe Wheeler gedruckte Gedichte im chapbook The Bitterns (1920), Yvor Winters gewidmet, wurde von Wallace Stevens gelobt. Monroe Wheeler (1899–1988), den er 1919 kennenlernte und dessen Partner er bis zu seinem Tod blieb, half ihm seine Homosexualität anzunehmen.
Sein Roman The Grandmothers (1927) erhielt einen Literaturpreis und wurde ein Bestseller. Eine schwere Erkrankung Ende 1918, laut seinem Biographen Jerry Roscoe die Spanische Grippe, beendete sein Studium. Er war danach in New Mexico, in den Jahren 1921, 1922 in Deutschland, kehrte in die Vereinigten Staaten zurück, aber besuchte immer wieder Europa. Von der Mitte der 1920er Jahre an lebte Wescott mit Wheeler vor allem in Frankreich, wo er Jean Cocteau, Isadora Duncan, Ford Maddox Ford kennenlernte und im Kreis Gertrude Steins verkehrte. 1933 kehrten er und Wheeler, der Kurator am Museum of Modern Art wurde, nach New York zurück. Sie lebten dort mit ihrem Freund, dem jungen Fotografen George Platt Lynes, zusammen. Wheeler und Wescott zogen 1936 auf die neuerworbene Farm seines jüngeren Bruders Lloyd in einer Kleinstadt nahe Hampton in New Jersey. Lloyd hatte die wohlhabende Barbara Harrison in Paris geheiratet.
Sein Roman The Pilgrim Hawk: A Love Story (1940) wurde von den Literaturkritikern gelobt und das Buch Apartment in Athens (1945) über eine griechische Familie in dem von der Wehrmacht im Zweiten Weltkrieg besetzten Athen, bei der ein deutscher Offizier einquartiert wird, war ein Erfolg. Es war sein letzter vollendeter Roman. 1962 erschien ein Band mit Essays über seine Bekannten Katherine Anne Porter, Somerset Maugham und Thornton Wilder sowie über Colette, Isak Dinesen und Thomas Mann, die er ebenfalls kannte. Seit 1947 war er Mitglied der American Academy of Arts and Letters.
Glenway Wescott war das Vorbild für Robert Prentiss in dem Roman The Sun Also Rises von Ernest Hemingway, der Wescotts Erfolg beneidete und seine Homosexualität verachtete. Wescott und Monroe Wheeler werden von Edmund White in The Farewell Symphony dargestellt.

## Bibliografie
- The Bitterns. 1920. 12 Gedichte, 24 S. Monroe Wheeler (chapbook).
- The Apple of the Eye. 1924. Roman.
- Natives of Rock. XX Poems 1921–1922. Francesco Bianco, New York 1925. 20 Gedichte. Illustrationen: Pamela Bianco.
- Like a Lover. Monroe Wheeler, Villefrance-sur-Mer 1926. Prosa.
- The Grandmothers. Harper & Brothers, New York 1927. Roman. Dt. Übersetzung: Die Towers. Der Roman einer Familie. F. G. Speidelsche Verlagsbuchhandlung, Wien 1928. Übersetzer: Georg Terramare
- Good-Bye, Wisconsin. Harper & Brothers, New York 1928. Der Titelessay und 10 Kurzgeschichten.
- The Babe's Bed. Harrison of Paris, Paris 1930. Gedruckt bei Enschede in Haarlem, Niederlande.
- A Calendar of Saints for Unbelievers. Harrison of Paris, Paris 1932. Mit Illustrationen von Pavel Tchelichev.
- The Pilgrim Hawk. A Love Story, 1940. Dt.: Der Wanderfalke. Deutsche Verlags-Anstalt, Stuttgart 1952.
- Apartment in Athens.Harper & Brothers, New York 1945. Dt.: Apartment in Athen. Parthas, Berlin 2006.
- Images of Truth: Remembrances and Criticism. Harper & Row, New York 1962.
- A Visit to Priapus (Kurzgeschichte, Online-Version)